# Hilaira devitata
Hilaira devitata là một loài nhện trong họ Linyphiidae.
Loài này thuộc chi Hilaira. Hilaira devitata được Kirill Yuryevich Eskov miêu tả năm 1987.